# 尼克·宏比
尼克·宏比（英語：Nick Hornby，1957年4月17日—）是一名英格蘭小說及散文作家，出生於英格蘭薩里郡Redhill鎮，年幼時在梅登黑德長大，曾就讀於Maidenhead Grammar School及劍橋大學耶稣学院，著有球迷自傳《Template:Linke-en》及小說《失戀排行榜》 和《非關男孩》。

## 寫作生涯
1992年，宏比發表首部著作《足球熱》(Fever Pitch)，並憑此書獲頒「William Hill全年最佳體育圖書獎」（William Hill Sports Book of the Year Award）。《足球熱》是一部自傳故事，講述作者擁戴英格蘭阿仙奴足球隊的一些軼事及對其人生的啟發，1997年在英國改編成電影。2005年，在美國的翻拍版本中，《愛情全壘打》則改編成一部講述高中老師Jimmy Fallon擁戴棒球隊波士頓紅襪的故事。
憑著《足球熱》的成功，宏比開始在《星期日泰晤士報》、《Time Out》雜誌及《Times Literary Supplement》發表文章，並在《紐約客》雜誌撰寫樂評。
1995年，宏比首部小說《失戀排行榜》出版，內容描寫一名唱片收集者和他數段失敗的戀愛經歷。小說在2000年改編成電影，由約翰·庫薩克擔當演出；2006年改編成百老匯音樂劇，無奈成績欠佳。
1998年，第二部小說《非關男孩》面世。故事講述兩名「男孩」——性格內向但討人歡喜，來自單親家庭的十二歲男生Marcus和年逾三十，家境富裕的無業青年Will。兩人相處日久，互相改變彼此原有個性。2002年改編成電影，由影星休·格蘭特和尼古拉斯·霍爾特主演。1999年，宏比榮獲美國藝術暨文學學會的「E·M·福士特獎」（E. M. Forster Award）。
2001年，小說《如何是好》（How to be Good）出版。故事圍繞任職醫生的女主角發生，內容談及道德價值、婚姻和親子關係等話題。翌年，此書為作者贏得「WH Smith小說獎」。及後，宏比編著的短篇故事集《Speaking with the Angel》出版。書中包括十二篇故事，其中一篇《NippleJesus》出自編者手筆。宏比將所獲酬勞贈予兒子當時正就讀的學校TreeHouse，一所為患有自閉症的兒童而設的教育中心。2003年，宏比以一些流行歌曲為題，發表了多篇文章及其個人感想，並結集成書，推出市場。書名定為《三十一首歌》(31 Songs)，美國版則稱作《Songbook》。同樣地，宏比將從書中所得收入捐獻給TreeHouse。."同年，在同業推舉下，宏比獲頒發「2003年度倫敦獎」(London Award 2003)。
宏比發表過不少有關流行音樂等潮流文化的文章，並且是個知名的mixtape愛好者。他曾在美國一份雜誌月刊《The Believer》撰寫過書評，並結集成《The Polysyllabic Spree》(2004年出版), 《Housekeeping vs. The Dirt》(2006年出版)和《Shakespeare Wrote for Money》(2008年出版)三本作品。
2005年，宏比第四部小說《往下跳》（A Long Way Down）推出市面，並獲提名「Whitebread小說獎」(Whitebread Novel Award)。同年，宏比負責編著兩本與體育運動相關的文選集：《My Favourite Year》和《The Picador Book of Sports Writing》出版。
2007年10月16日，宏比首部青少年小說《砰！》(Slam) 出版。故事主角Sam是名十五歲少年，愛玩滑板，其命運在女朋友懷孕後產生翻天覆地的變化。美國的Young Adult Library Services Association將此書評為「2008年度最佳青少年讀物」（2008 Best Book for Young Adults）。
宏比最新小說《Juliet, Naked》預定在2009年9月推出市場，題材與其首部作品《失戀排行榜》接近。故事以英美兩地為背景，主角是名退隱多年的八十年代搖滾歌手，因重新推出舊唱片而把接觸到他最熱情的歌迷。內容大致描述兩個寂寞的人跨越年代和兩大州尋找對方。

## 著作

### 小說
- (1995) High Fidelity
- (1998) About a Boy
- (2001) How to Be Good
- (2005) A Long Way Down
- (2007) Slam
- (2009) Juliet, Naked (not yet published)

### 短篇故事
- (1998) Faith

### 非小說類別
- (1992) Fever Pitch ISBN 0-14-029344-2
- (2003) 31 Songs ISBN 0-14-101340-0 (美國版SongbookISBN 1-57-322356-5)
- (2004) The Polysyllabic Spree ISBN 1-932416-24-2
- (2006) Housekeeping vs. the Dirt ISBN 1-932416-59-5
- (2008) Shakespeare Wrote for Money ISBN 1-934781-29-0

### 編著文選
- (1993) My Favourite Year: A Collection of Football Writing ISBN 0-7538-1441-2
- (1996) The Picador Book of Sportswriting ISBN 0-330-33133-7
- (2000) Speaking with the Angel (2000) ISBN 0-14-029678-6
- (2005) Otherwise Pandemonium ISBN 0-14-102251-5

## 外部連結
- 英國官方網頁 （页面存档备份，存于） 企鵝出版集團
- Nick Hornby在互联网电影资料库（IMDb）上的資料（英文）
- Public Radio International The Sound of Young America program 2007年訪問 （页面存档备份，存于）
- BBC News 2002: Movie hype helps Hornby （页面存档备份，存于）
- Interview with Hornby （页面存档备份，存于） on National Public Radio's Fresh Air (June 15 2005)
- 2003 Q&A with author （页面存档备份，存于）
- Interview with Hornby （页面存档备份，存于） on National Public Radio's Fresh Air (September 26 1995)
- Video: Nick Hornby w/ Marah - London 4/06/06 （页面存档备份，存于）
- 非官方書迷網頁